# Carl Friedrich Bock
Carl Friedrich Bock, född 17 juni 1800 i Berlin, död 29 januari 1841 i Stockholm, var en svensk flöjtist.

## Biografi
Carl Friedrich Bock föddes 17 juni 1800 i Berlin. Han blev 1 oktober 1829 anställd som flöjtist vid Kungliga Hovkapellet. Bock gifte sig 15 februari 1826 med Carolina Sofia Richter, tidigare Svanberg. Han slutade sin anställning som flöjtist vid Kungliga Hovkapellet 1841. Bock avled 29 januari 1841 i Stockholm.
Bock var anställd vid Andra livgardet som oboist och klarinettist. Han blev därefter musikdirektör vid Södermanlands regemente och Hälsinge regemente. Han var en stor flöjtvirtuos, både som solist och orkesterspelare.